# Calakmul
Calakmul (vagy Kalakmul) az egyik valaha volt legnagyobb maja város. A Calakmul bioszféra rezervátum belsejében található a mexikói Campeche államban. A település a főútról egy 60 km hosszú letérővel közelíthető meg, és csak 20 km-re van a guatemalai határtól.

## Áttekintés
Felfedezője Cyrus L. Lundell biológus, aki repülőgépről észlelte a romokat 1931. december 29.-n. Lundell a felfedezést Sylvanus G. Morley-nek jelentette, 1932 márciusában. Lundell a helyszínt a maja ca (kettő), lak (közeli) és mul (piramis) szavakból állította össze, tehát Calakmul jelentése: A két közeli piramis városa.
Calakmul az egyik legnagyobb maja szuperhatalom volt Yucatán északi, Peten régiójában. Az általa igazgatott területet a Calakmult jelző embléma (kígyófej jelölés) széles körű elterjedése jelöli, ami kiejtve megfelel a „Kan” maja szónak. Calakmul volt a székhelye a „Kígyó Feje államközösségnek”. A Kígyó Feje közösség Tikalhoz hasonlóan a Klasszikus Maja időszak jelentős részében uralkodott. Becslések szerint maga Calakmul 50 000-es lélekszámú volt, és esetenként a fennhatósága kiterjedt akár 150 kilométeres távolságra is. 6 750 ókori építményt azonosítottak eddig Calakmulban, melyek közül a legnagyobb a nagy piramis. A piramis 55 méter magas, ezzel ez a legmagasabb maja piramis és eddig négy sírhelyet találtak benne. Mezoamerika sok más piramisához hasonlóan az építmény egy kisebb épületből indult ki, melyet korszakokon keresztül ráépítéssel bővítettek, így érte el a mai méretét. Calakmul központi területének mérete 2 négyzetkilométer, de a teljes terület, melyet főként sűrűn épített lakóépületek borítanak, közel 20 négyzetkilométer.
Morley 1932-es expedícióját hosszú szünet követte, a következő feltárásokat 1984 és 1994 között William Folan végezte. Jelenleg a helyszín nagy léptékű feltárás alatt áll.
Az építmények döntő része még feltáratlan, sokuk a sétautak melletti fákkal és aljnövényzettel benőtt, szabályos alakú dombok alatt fekszik.

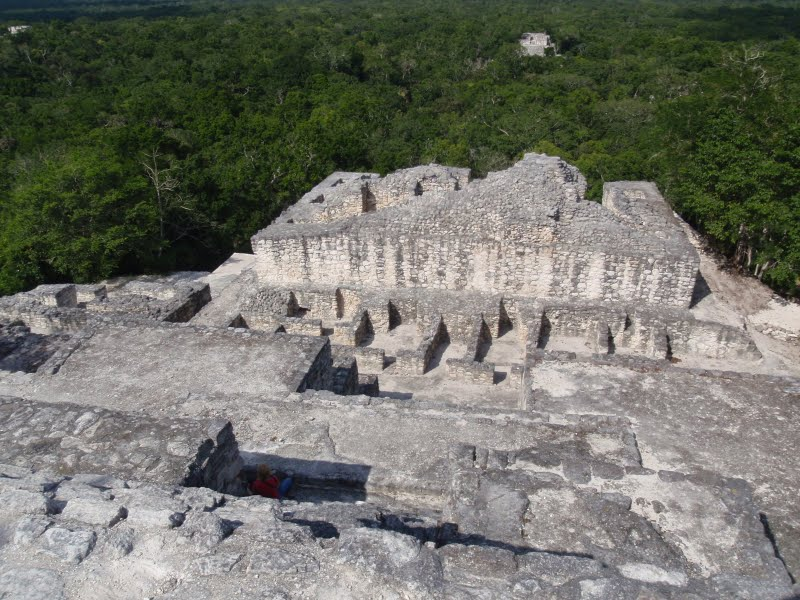
Calakmul 2. piramisának felső terasza a piramis tetejéről fényképezve. Távolban a Calakmul főtéren álló egy másik piramis teteje látszik az erdőben.

## Calakmul és Tikal versengése
A Maja civilizáció bukásához elsősorban a gyakori hadviselés és a természeti erőforrások kimerülése vezetett. Dél-Mexikó Peten régiójában a Maja összeomlás fő okozói Calakmul és Tikal voltak. A régészek számára már az elejétől fogva világos volt, hogy Tikal és Calakmul versengésben álltak egymással a régió erőforrásaiért. A klasszikus időszak folyamán folyamatosan háborúban álltak egymással, de valószínűleg a háborúskodás már korábban megkezdődött. Calakmul olyan erőssé vált, hogy legyőzte Tikalt, ám Tikal később erőt gyűjtött, visszatért és győzött. Calakmul szövetségre lépett Yaxchilánnal, Naranjóval, és Caracollal, és meghódították Tikalt. Calakmul hatalmon is maradt mindaddig, amígy szövetségesei közül kettő háborúba nem lépett egymással, majd Tikal lerázta a calakmuli fennhatóságot, és 695-ben meghódította Calakmult. Válaszul Calakmul összefogta Tikalt környező kisebb városokat, hogy megbuktassa a Tikal központú kormányzást. Korábban úgy gondolták, hogy Tikal volt az erősebb a két államközösség közül, de a legutóbbi régészeti leletek azt bizonyítják, hogy mindkettő befolyásos volt, és mindkettő különálló dinasztikus székhely volt. Calakmul mintegy 60 kilométerre északra van Tikaltól, tehát elég közel vannak egymáshoz, és elkerülhetetlen volt a versenyük az erőforrásokért. Calakmul megszerzett és befolyásolt több határvárost, többet ezek közül (mint El Peru és Dos Pilas) a Tikali zónából. Dos Pilast eredetileg Tikal határvárosaként hozták létre, és uralkodói is Tikal királyi vérvonalából kerültek ki. Nemrég egy Guatemala északi részein átvonuló hurrikán 10, korábban ismeretlen jel-lenyomatos lépcsőt fedett fel Dos Pilas területén, mely kiegészíti az eddig már megtalált 8 megfejtett lépcsőt. Az ábrák megfejtése azt mutatja, hogy Dos Pilas uralkodója Tikal uralkodójának testvére volt, és 4 éves korában került a trónra. Dos Pilas uralkodója, Balaj Chan K’awiil nagy harcos volt, és hű volt a testvérének birodalmához amíg húszas éveiben Tikal ellenségei ki nem fosztották a várost, ami után Calakmulnak behódolt. Az ábrák szerint Balaj Chan K’awiil, bábkirályként viselkedett, és 10 éves háborút folytatott Tikal ellen. A lépcsőn található ábrák ennél a pontnál egy nagyon részletesen leírt, Tikal felett aratott győzelmet mutat. Az ábrák közvetlen fordítása így hangzik “Vér folyt és Tikal 13 emberének koponyáját egy halomba rakták”. Tikal nem hódolt be hosszú időre, a Dos Pilasban leírt események után nem sokkal Tikal kifosztotta Calakmult és összezúzta a szuperhatalmat. Calakmul soha többé nem állt újra helyre, és 909 utánról nagyon kevés lelet számol be, ami azt mutatná, hogy Calakmul bármiféle központ maradt volna. Az is világos, hogy a háborúskodás állandó volt a klasszikus maja időszak alatt, és Calakmul és Tikal rivalizálása vezetett a maja civilizáció bukásához a Peten régióban. A klasszikus időszak végét az erős Peten régióbeli városállamok tengelyének északabbra tolódása mutatja, ahol olyan városok lettek uralkodók, mint Chichén Itzá, Coba, és Uxmal.

## Calakmul bioszféra rezervátum
A bioszféra rezervátum volta miatt Kalakmulban sétálva a reggeli és késő délutáni órákban megfigyelhetjük a fákon tevékenykedő bőgőmajmokat, számtalan madár- és gyíkfajtát, hangyászféléket, ritka esetben jaguárt vagy ocelotot.

## Calakmul ismert uralkodói
A lista nem folytonos, mivel a régészeti feljegyzések csak részlegesek.
- Ismeretlen: I. Yuknoom Ch'een
- c.520–546: K'altuun Hix
- c.561–572: Égrenéző
- 572–579: Yax Yopaat
- 579–c.611: Tekergő Kígyó
- c.619: Yuknoon Ti' Chan
- 622–630: Tajoom Uk'ab' K'ak'
- 630–636: Yuknoom fej
- 636–686: II. Yuknoom Che'en "Nagy Yuknoom"
- 686–c.695: Yuknoom Yich'aak K'ak'
- c.695: Meghasadt Föld
- c.702–c.731: Yuknoom Took' K'awil
- c.736: Wamaw K'awil
- c.741: Y király
- c. 751: Nagy Kígyó
- c.771–c.789: Bolon K'awil
- c.849: Chan Pet
- c.909: Aj Took'